# Lahad Datu (district)
Lahad Datu is een district in de Maleisische deelstaat Sabah.
Het district telt 207.000 inwoners op een oppervlakte van 6500 km².